# Dalkarlssjön, Västmanland
Dalkarlssjön är en sjö i Hällefors kommun i Västmanland och ingår i Norrströms huvudavrinningsområde. Sjön har en area på 0,166 kvadratkilometer och ligger 234,2 meter över havet.

## Delavrinningsområde
Dalkarlssjön ingår i det delavrinningsområde (664653-143728) som SMHI kallar för Inloppet i Gränsjön. Medelhöjden är 266 meter över havet och ytan är 7,92 kvadratkilometer. Det finns inga avrinningsområden uppströms utan avrinningsområdet är högsta punkten. Dyltaån (Bornsälven) som avvattnar avrinningsområdet har biflödesordning 3, vilket innebär att vattnet flödar genom totalt 3 vattendrag innan det når havet efter 278 kilometer. Avrinningsområdet består mestadels av skog (80 procent). Avrinningsområdet har 0,42 kvadratkilometer vattenytor vilket ger det en sjöprocent på 5,3 procent.